# Archinemapogon schromicus
Archinemapogon schromicus är en fjärilsart som beskrevs av Aleksei Konstantinovich Zagulajev 1964. Archinemapogon schromicus ingår i släktet Archinemapogon och familjen äkta malar. Inga underarter finns listade i Catalogue of Life.